# Summertime Blues
Pour les articles homonymes, voir Summertime (homonymie).
Summertime Blues est une chanson de rockabilly écrite par Eddie Cochran et Jerry Capehart, et sortie en single par Cochran en juin 1958. Devenue un classique du rock 'n' roll, elle est reprise par différents artistes, dont les groupes Blue Cheer et The Who. Entrée au Grammy Hall of Fame et Rock and Roll Hall of Fame, la chanson figure aussi en bonne place dans les classements de plusieurs magazines.

## Histoire
Summertime Blues est une chanson qui traite de la frustration d'un adolescent pendant l'été. Elle est enregistrée le 28 mars 1958 au Gold Star Recording Studios à Hollywood, en Californie. Eddie Cochran joue le riff de guitare acoustique et chante à la fois la voix principale et la voix de basse (un clin d’œil au personnage de Kingfish dans le série télévisée Amos 'n' Andy). Connie « Guybo » Smith, bassiste attitré de Cochran durant plusieurs années, remplace sa contrebasse par une guitare basse électrique, et Earl Palmer est à la batterie. Sharon Sheeley, la fiancée de Cochran, ajoute des claquements de mains.
La chanson, sortie en single par Liberty le 11 juin 1958, connaît un grand succès durant l'été, le premier pour Eddie Cochran. Le single se classe en 8e position du palmarès Hot 100 du magazine Billboard et 18e du UK Singles Chart au Royaume-Uni. Rééditée en 1968, elle se classe à nouveau dans les hit-parades de plusieurs pays.
Summertime Blues est intronisée au Grammy Hall of Fame en 1999 et est classée 73e dans la liste des « 500 plus grandes chansons de tous les temps » du magazine Rolling Stone en 2004. En mars 2005, le magazine Q la place 77e dans sa liste des « 100 plus grandes pistes de guitare ». Elle figure également dans la liste des « 500 chansons qui ont façonné le rock 'n' roll » (500 Songs that Shaped Rock and Roll) du Rock and Roll Hall of Fame et est intégrée dans la liste des 365 « Chansons du siècle » de la Recording Industry Association of America (RIAA).

### Classement dans les charts
| Palmarès (1958)                | Meilleure position |
| ------------------------------ | ------------------ |
| Canada                         | 10                 |
| États-Unis - Billboard Hot 100 | 8                  |
| États-Unis - Cash Box          | 11                 |
| Royaume-Uni - UK Singles Chart | 18                 |

| Palmarès (1968)                   | Meilleure position |
| --------------------------------- | ------------------ |
| Afrique du Sud                    | 18                 |
| Allemagne - Deutsche Singlecharts | 25                 |
| Autriche                          | 18                 |
| Rhodésie                          | 12                 |
| Royaume-Uni - UK Singles Chart    | 34                 |

## Reprises et adaptations

### The Who
Les Who prennent l'habitude de jouer la reprise d'Eddie Cochran dans leurs concerts à partir de 1967. Ils l'interprètent notamment au festival pop de Monterey et au festival de Woodstock. Des enregistrements figurent sur les albums Live at Leeds et Live at the Isle of Wight Festival 1970. Le premier, sorti en single en 1970, est classé 27e aux États-Unis et 38e au Royaume-Uni. Ils l'enregistrent également en studio à deux reprises en 1967, mais ces versions ne sont publiées qu'en 1998 sur l'édition remasterisée de la compilation Odds & Sods et en 2009 sur l'édition Deluxe de The Who Sell Out.
Pistes de Vincebus Eruptum
Rock Me Baby

### Blue Cheer
Blue Cheer reprend la chanson pour son album Vincebus Eruptum en 1968. Cette version hard rock se classe 14e dans le Billboard Hot 100 et no 1 aux Pays-Bas. Elle figure sur la bande originale du film Easy Rider en 1969.

### Autres reprises
Summertime Blues a été reprise par un très grand nombre d'artistes, parmi lesquelles :
- Ritchie Valens (album In Concert at Pacoima Jr. High, 1960) ;
- Bobby Vee (album Hits of the Rockin' Fifties, 1961) ;
- The Beach Boys (album Surfin' Safari, 1962), cette version se classe no 7 aux Philippines ;
- Le chanteur australien Johnny Chester (1962), cette reprise se classe 30e dans son pays ;
- The Crickets (album Something Old, Something New, Something Blue, Something Else, 1963) ;
- Dick Dale and His Del-Tones (album Rock Out with Dick Dale and His Del-Tones - Live at Ciro's, 1965) ;
- The Jimi Hendrix Experience en concert au Saville Theatre de Londres le 27 août 1967[10] ;

- T.Rex (face B de Ride a White Swan, 1970) ;
- Olivia Newton-John (album Clearly Love, 1975) ;
- Robert Gordon et Link Wray (album Robert Gordon with Link Wray, 1977) ;
- Alex Chilton (EP Singer Not the Song, 1977) ;
- Van Halen sur scène au Magic Mountain Showcase Theatre à Santa Clarita en 1977, et dans de nombreux autres concerts[10] ;
- Bruce Springsteen, l'a repris fréquemment sur le Darkness Tour en 1978 et sur le Magic Tour en 2008[10] ;
- The Flying Lizards (album The Flying Lizards', 1979) ;
- Chuck Berry en concert au Meadow Brook Music Festival de Rochester Hills en 1980[10] ;
- Sylvie Vartan, dans un medley avec Rip It Up, Trouble et Whole Lotta Shakin' Goin' On (album Palais des Sports 81, 1982) ;
- Big Audio Dynamite, dans la partie de chant de C'mon Every Beatbox (album No. 10, Upping St., 1986) ;
- Brian Setzer dans le film La Bamba, où il joue le rôle d'Eddie Cochran (1987) ;
- Simple Minds avec Johnny Marr lors du concert d'hommage à Nelson Mandela à Wembley (1988) ;
- La Muerte (album Experiment in Terror, 1990) ;
- Joan Jett (bonus sur Bad Reputation, 1992) ;
- Motörhead (compilation All the Aces - The Best of Motörhead, 1993) ;
- Alan Jackson (album Who I Am, 1994), cette reprise se classe no 1 dans le palmarès Hot Country Singles & Tracks de Billboard ;
- Rush (album Feedback, 2004) ;
- The Black Keys, sur le single 10 A.M. Automatic sortie en 2004 ;
- Dionysos (Malzieu), Olivia Ruiz et Cali l'interprètent en trio à la télévision dans l'émission Taratata en 2005[12].
- PJ Harvey s'est inspirée de la chanson d'Eddie Cochran, à la fois pour les paroles et pour la musique, dans The Words That Maketh Murder (album Let England Shake, 2011) ;
- Patti Smith en concert lors de sa tournée de 2013[10].

### Adaptations
- Dany Logan est le premier à adapter la chanson en français en 1963 sous le titre Le soleil de l'été.
- En 1965, Pat Winther et les Sounders l'enregistrent sous le titre L’argent de poche (45 tours 100% Rock)[13].
- Long Chris l'adapte sous le titre La fille de l'été dernier pour Johnny Hallyday (sur l'album Rock à Memphis, 1975) ;
- Julien Clerc reprend ce titre en live en 2002 (album Julien déménage électrique et acoustique). Il l'avait déjà chanté l'année précédente, en compagnie de Gérald de Palmas et Michèle Laroque, dans L'Odyssée des Enfoirés.

Summertime Blues est aussi adaptée en espagnol (Bruno Lomas, Una Noche de Verano en 1973), en norvégien, en allemand (Torfrock, Sommertid-Blues, 1977, et BAP, Wo mer endlich Sommer hann, 1981), en danois, en japonais, en néerlandais et en finois.

## Dans la culture populaire
La chanson est utilisée dans un grand nombre de films, de séries télévisées, ou de jeux vidéo. On peut citer notamment :
Films
- 1983 : American Teenagers de Curtis Hanson, avec Tom Cruise ;
- 1991 : Night on Earth de Jim Jarmusch, avec Winona Ryder et Gena Rowlands (version de Blue Cheer) ;
- 1993 : Blessures secrètes de Michael Caton-Jones, avec Robert De Niro et Leonardo DiCaprio ;
- 1994 : À chacun sa guerre de Jon Avnet, avec Elijah Wood et Kevin Costner ;
- 1999 : Summer of Sam de Spike Lee.

Séries
- 1993 : Les Années coup de cœur, dans C’est l’été (Summer, part 1), épisode 21 de la saison 6.
- 1993 : Beverly Hills 90210, saison 4.

Jeux vidéo
- 2010 : Mafia II